# Salerano sul Lambro
Salerano sul Lambro – miejscowość i gmina we Włoszech, w regionie Lombardia, w prowincji Lodi.
Według danych na rok 2004 gminę zamieszkiwało 2212 osób, 553 os./km².